# Нехуштан, Яаков
Яаков Нехуштан (ивр. יעקב נחושתן‎, при рождении Жако Челеби (ивр. ז'קו צ'לבי‎); род. 22 апреля 1925 года, Казанлык, Болгария — 17 апреля 2019 года) — израильский адвокат, общественный деятель, дипломат.

## Биография
Яаков Нехуштан родился 22 апреля 1925 года в городе Казанлык (Болгария), под именем Жако Челеби. В молодости был членом сионистского движения «Ха-шомер ха-цаир». В 1944 году, в возрасте 19 лет, репатриировался в Палестину и вступил в ряды еврейской подпольной организации «Эцель». Участвовал в вооружённой деятельности организации. В мае 1945 года был арестован в рамках операции «Сезон» и в дальнейшем сослан в британские лагеря заключённых в Эритрее, а с 1947 года и в Кении.
Высшее образование получил на юридическом факультете Еврейского университета в Иерусалиме. Работал адвокатом. После образования движения «Херут», в 1948 году, вступил в него.
В 1969 году был избран в кнессет 7-го созыва от блока «Гахаль», работал в законодательной комиссии, комиссии по иностранным делам и безопасности, комиссии по труду, комиссии кнессета и комиссии по экономике.
После прихода «Ликуда» к власти в Израиле, Нехуштан занялся дипломатической деятельностью. Так в 1979 году он стал сотрудником израильского посольства в Вашингтоне, а затем в 1982 году был назначен послом в Голландии.

### Семья
Жена — Двора Нехуштан (урождённая Кальпус), родилась в Тель-Авиве, в семье последователя Зеэва Жаботинского Моше Йосефа Кальфуса. В 1939 году вступила в ряды «Эцеля» и участвовала в вооружённой деятельности организации, включая прямое участие во взрыве нефтепровода около Хайфы в мае 1945 года, взрыве британских военных самолётов на базе ВВС Хацор (ивр. חצור‎) в феврале 1946 года и пр. Была арестована после участия в акции «Эцеля» по взрыву британской железной дороги в апреле 1946 года и приговорена военным судом к 15 годам лишения свободы. Бежала из-под ареста в начале 1948 года. Скончалась в 2005 году.
У пары родилось два сына, один из них, Йори, стал адвокатом. Второй сын — Идо, сделал военную карьеру, был Командующим Военно-воздушными силами Израиля.